# Rio Alunul Mare
O Rio Alunul Mare é um rio da Romênia afluente do rio Someşul Cald, localizado no distrito de Bihor.